# 薩爾尼夫
49°26′47″N 26°25′19″E / 49.44639°N 26.42194°E

薩爾尼夫村的聖十字教堂，編號68-209-0099。

薩爾尼夫（烏克蘭語：Сарнів）是位於烏克蘭西部的村莊，由赫梅利尼茨基州裡赫梅利尼茨基區的維季夫齊市鎮負責管轄。該村面積1.71平方公里，海拔高度305米，2001年人口452，人口密度每平方公里265人。